# Venezuela na Letních olympijských hrách 2008
Venezuela se účastnila Letních olympijských her 2008 a zastupovalo ji 108 sportovců (57 mužů a 51 žen) v 21 sportech. Vlajkonoškou výpravy během zahajovacího ceremoniálu byla softbalistka María Soto. Během zakončení her byla vlajkonoškou výpravy taekwondistka Dalia Contrerasová. Nejmladší z týmu byla volejbalistka Roslandy Acosta, které v době konání her bylo 16 let. Nejstarší z týmu byl jezdec Pablo Barrios, kterému bylo v době konání her 44 let. Výprava získala jednu bronzovou medaili a to zásluhou Contrerasové.

## Medailisté
| Medaile | Jméno           | Sport     | Soutěž        |
| ------- | --------------- | --------- | ------------- |
| Bronz   | Dalia Contreras | Taekwondo | ženy do 49 kg |

## Disciplíny

### Atletika
V atletice Venezuelu reprezentovali čtyři sportovci a to sprinter José Acevedo, běžec Eduar Villanueva, maratonec Luis Fonseca a jako jediná žena oštěpařka María Gonzálezová. Kromě Fonsecy, který se účastnil již her v Athénách v roce 2004 byl pro ostatní venezuelské atlety start na olympijských hrách v Pekingu jejich olympijským debutem.
Jako první se na start svého závodu postavil 18. srpna 2008 sprinter José Acevedo. V pátém rozběhu v závodu na 200 m zaběhl čas 21,06 a obsadil 5. místo, které na postup do čtvrtfinále nestačilo. Celkově obsadil 42. místo. 19. srpna 2008 v rámci kvalifikační skupiny A do svého závodu nastoupila María Gonzálezová. V kvalifikaci zaznamenala nejlepší výkon 50,51 m a skončila ve své kvalifikační skupině na 26. místě, kdy překonala pouze italskou oštěpařku Zahru Bani, která nezaznamenala ani jeden platný pokus. Celkově se umístila na 48. místě. Eduard Villanueva startoval v závodu mužů na 800 m, který se konal 20. srpna 2008. Nastoupil do čtvrtého rozběhu a zaběhl čas 1:47,64 a ve svém běhu skončil šestý. Tento výkon na postup do další fáze závodu nestačil a celkově obsadil 33. místo. 24. srpna 2008 nastoupil do svého závodu i maratonský běžec Luis Fonseca, který však závod podobně jako na předchozích olympijských hrách nedokončil.
| Sportovec         | Disciplína  | Rozběh      | Rozběh      | Čtvrtfinále | Čtvrtfinále | Semifinále         | Semifinále         | Finále             | Finále             | Pořadí |
| Sportovec         | Disciplína  | Čas         | Pořadí      | Čas         | Pořadí      | Čas                | Pořadí             | Čas                | Pořadí             | Pořadí |
| ----------------- | ----------- | ----------- | ----------- | ----------- | ----------- | ------------------ | ------------------ | ------------------ | ------------------ | ------ |
| José Acevedo      | 200 m       | 21,06       | 5.          | nepostoupil | nepostoupil | nepostoupil        | nepostoupil        | nepostoupil        | nepostoupil        | 42.    |
| Eduar Villanueva  | 800 m       | 1:47,64     | 6.          | N/A         | N/A         | nepostoupil        | nepostoupil        | nepostoupil        | nepostoupil        | 33.    |
| Luis Fonseca      | maraton     | N/A         | N/A         | N/A         | N/A         | N/A                | N/A                | DNF                | DNF                | DNF    |
| Sportovkyně       | Disciplína  | Kvalifikace | Kvalifikace | Kvalifikace | Kvalifikace | Finále             | Finále             | Finále             | Finále             | Pořadí |
| Sportovkyně       | Disciplína  | Vzdálenost  | Vzdálenost  | Pořadí      | Pořadí      | Vzdálenost         | Vzdálenost         | Pořadí             | Pořadí             | Pořadí |
| María Gonzálezová | hod oštěpem | 50,51 m     | 50,51 m     | 48.         | 48.         | nekvalifikovala se | nekvalifikovala se | nekvalifikovala se | nekvalifikovala se | 48.    |

### Box
V boxu Venezuelu reprezentovalo šest sportovců. Héctor Manzanilla a Alfonso Blanco se na olympijské hry kvalifikovali jako první díky výsledkům z mistrovství světa 2007. Eduard Bermúdez, Jonny Sánchez a Luis Gonzáles se kvalifikovali během prvního amerického kvalifikačního turnaje. Jako poslední se z venezuelských boxerů kvalifikoval José Payares, a to na druhém americkém kvalifikačním turnaji.
Na olympijských hrách ze startujících venezuelských boxerů pouze dva zaznamenali alespoň jedno vítězství. Blanco porazil reprezentanta z Dominikánské republiky Casimira. Manzanilla porazil dva své soupeře, reprezentanta Ghany a Jižní Koreje, ale během třetího zápasu podlehl mauricijskému boxerovi Bruno Juliemu.
| Sportovec         | Disciplína                 | 1/32                    | 1/16                        | Čtvrtfinále                   | Semifinále  | Finále      | Pořadí |
| Sportovec         | Disciplína                 | Soupeř                  | Soupeř                      | Soupeř                        | Soupeř      | Soupeř      | Pořadí |
| ----------------- | -------------------------- | ----------------------- | --------------------------- | ----------------------------- | ----------- | ----------- | ------ |
| Eduard Bermúdez   | Lehká muší váha do 48 kg   | Cou Š’-ming PROHRA 2–11 | nepostoupil                 | nepostoupil                   | nepostoupil | nepostoupil | 17.T   |
| Héctor Manzanilla | Bantamová váha do 54 kg    | Issah Samir VÝHRA 13–10 | Han Sun-čchul VÝHRA 17–6    | Bruno Julie PROHRA 9–13       | nepostoupil | nepostoupil | 5.T    |
| Jonny Sánchez     | Velterová váha do 63,5 kg  | Bye                     | Serik Sapijev PROHRA 3–22   | nepostoupil                   | nepostoupil | nepostoupil | 9.T    |
| Alfonso Blanco    | Střední váha do 75 kg      | Bye                     | Argenis Casimiro VÝHRA 18–7 | Darren Sutherland PROHRA 1–11 | nepostoupil | nepostoupil | 5.T    |
| Luis González     | Polotěžká váha do 81 kg    | Bye                     | Imre Szellő PROHRA RSC      | nepostoupil                   | nepostoupil | nepostoupil | 9.T    |
| José Payares      | Super těžká váha nad 91 kg | Bye                     | Newfel Ouatah PROHRA 5–7    | nepostoupil                   | nepostoupil | nepostoupil | 9.T    |

### Cyklistika

#### BMX
| Sportovec       | Disciplína | Základní kolo | Základní kolo | Čtvrtfinále | Čtvrtfinále | Semifinále   | Semifinále   | Finále       | Finále       |
| Sportovec       | Disciplína | Čas           | Pořadí        | Body        | Pořadí      | Body         | Pořadí       | Čas          | Pořadí       |
| --------------- | ---------- | ------------- | ------------- | ----------- | ----------- | ------------ | ------------ | ------------ | ------------ |
| Jonathan Suárez | BMX – muži | 36,325        | 8.            | 17          | 5.          | nepostoupili | nepostoupili | nepostoupili | nepostoupili |

#### Silniční cyklistika
V silniční cyklistice Venezuelu reprezentoval jeden jezdec a dvě jezdkyně. Pro všechny venezuelské silniční cyklisty byl start v Pekingu jejich olympijským debutem. Nejlépe se umístil Jackson Rodríguez, který skončil na 30. místě v mužském závodu s hromadným startem.
| Sportovec         | Disciplína                       | Čas     | Pořadí |
| ----------------- | -------------------------------- | ------- | ------ |
| Jackson Rodríguez | Závod s hromadným startem – muži | 6:26:17 | 30.    |
| Sportovkyně       | Disciplína                       | Čas     | Pořadí |
| Danielys García   | Závod s hromadným startem – ženy | 3:43:25 | 54.    |
| Angie Gonzálezová | Závod s hromadným startem – ženy | 3:43:25 | 57.    |

### Jachting
V jachtingu Venezuelu reprezentovali tři muži. Nejlépe se z nich umístil Johnny Bilbao, který skončil v otevřeném závodě třídy Finn na 26. místě.
| Sportovec        | Disciplína      | Etapa | Etapa | Etapa | Etapa | Etapa | Etapa | Etapa | Etapa | Etapa | Etapa | Etapa           | Body | Pořadí |
| Sportovec        | Disciplína      | 1     | 2     | 3     | 4     | 5     | 6     | 7     | 8     | 9     | 10    | Medailový závod | Body | Pořadí |
| ---------------- | --------------- | ----- | ----- | ----- | ----- | ----- | ----- | ----- | ----- | ----- | ----- | --------------- | ---- | ------ |
| Carlos Flores    | RS:X – muži     | 32    | 33    | 33    | 35    | 21    | 22    | 27    | 28    | 22    | 14    | EL              | 232  | 29.    |
| José Miguel Ruiz | Laser – muži    | 39    | 40    | 23    | 29    | 40    | 29    | 33    | 32    | 24    | CAN   | EL              | 249  | 39.    |
| Johnny Bilbao    | Finn – otevřená | 26    | 12    | 25    | 23    | 26    | 25    | 20    | 18    | CAN   | CAN   | EL              | 175  | 26.    |

### Jezdectví
V jezdectví reprezentoval Venezuelu nejstarší člen výpravy 44letý Pablo Barrios pro kterého byla účast na hrách v Pekingu jeho první olympijskou účastí. S koněm Sinatrou startoval v závodu v parkurovém skákání jednotlivců. První kolo kvalifikace proběhlo 15. srpna 2008. Dvojice po zisku 9 penalizačních bodů skončila po prvním kole na děleném 52. místě. Ve druhém kvalifikačním kole navýšili počet penalizačních bodů na 23. V průběžné výsledkové listině se posunuli na 50. místo, které jim zajistilo postup do třetího kvalifikačního kola které proběhlo 18. srpna. Ve třetím kole nasbírali 20 trestných bodů a s celkovým ziskem 43 trestných bodů se umístili na děleném 44. místě.
| Sportovec     | Kůň     | Disciplína                      | Kvalifikace | Kvalifikace | Kvalifikace | Kvalifikace | Kvalifikace | Kvalifikace | Kvalifikace | Kvalifikace | Finále      | Finále      | Finále      | Finále      | Finále      | Celkem | Celkem |
| Sportovec     | Kůň     | Disciplína                      | Kolo 1      | Kolo 1      | Kolo 2      | Kolo 2      | Kolo 2      | Kolo 3      | Kolo 3      | Kolo 3      | Kolo A      | Kolo A      | Kolo B      | Kolo B      | Kolo B      | Celkem | Celkem |
| Sportovec     | Kůň     | Disciplína                      | TB          | Pořadí      | TB          | Celkem      | Pořadí      | TB          | Celkem      | Pořadí      | TB          | Pořadí      | TB          | Celkem      | Pořadí      | TB     | Pořadí |
| ------------- | ------- | ------------------------------- | ----------- | ----------- | ----------- | ----------- | ----------- | ----------- | ----------- | ----------- | ----------- | ----------- | ----------- | ----------- | ----------- | ------ | ------ |
| Pablo Barrios | Sinatra | Parkurové skákání – jednotlivci | 9           | =52.        | 14          | 23          | 50.         | 20          | 43          | =44.        | nepostoupil | nepostoupil | nepostoupil | nepostoupil | nepostoupil | 43     | =44.   |

### Judo
V judu Venezuelu reprezentovalo sedm sportovců. Nejdále se z nich dostala Flor Velázquezová, která ve třetím kole oprav prohrála s rakouskou reprezentantkou Claudií Heillovou. Z mužů se nejdále probojoval Javier Guédez, který podlehl ve druhém kole oprav kanadskému reprezentantovi Frazeru Willovi.

#### Muži
Pro 25letého Albenise Rosalese a stejně starého Javiera Guédeze byl start v Pekingu jejich olympijským debutem. Ostatní tři judisté reprezentovali Venezuelu již na olympijských hrách v Athénách v roce 2004. Z nichž pro Ludwinga Ortize byly hry v Pekingu již jeho třetí olympijskou účastí.
Guédez ve váhové kategorii mužů do 60 kg v prvním kole porazil litevského reprezentanta a dařilo se mu i v dalším kole proti americkému judistovi. Ve čtvrtfinále se postavil nizozemskému reprezentantovi Rubenu Houkesovi, kterého porazit nedokázal a postoupil do druhého kola oprav kde podlehl Frazeru Willovi. Druhým kdo byl schopný vyhrát některý ze svých zápasů byl José Camacho když v prvním kole porazil Ukrajince Valentyna Hrekova. V dalším kole ale podlehl brazilskému judistovi Santosovi. Ludwing Ortiz, Richard León ani Albenis Rosales své úvodní duely vyhrát nedokázali.
| Sportovec             | Disciplína     | Předkolo                    | 1/32                              | 1/16                                   | Čtvrtfinále                   | Semifinále  | Opravy 1    | Opravy 2                     | Opravy 3    | Finále/Bronzová medaile | Finále/Bronzová medaile |
| Sportovec             | Disciplína     | Výsledek                    | Výsledek                          | Výsledek                               | Výsledek                      | Výsledek    | Výsledek    | Výsledek                     | Výsledek    | Výsledek                | Výsledek                |
| --------------------- | -------------- | --------------------------- | --------------------------------- | -------------------------------------- | ----------------------------- | ----------- | ----------- | ---------------------------- | ----------- | ----------------------- | ----------------------- |
| Javier Guédez         | Muži do 60 kg  | Bye                         | Albertas Techovas 1000–0000 VÝHRA | Taraje Williams-Murray 1000–0000 VÝHRA | Ruben Houkes 0001–0010 PROHRA | nepostoupil | Bye         | Frazer Will 0000–1000 PROHRA | nepostoupil | nepostoupil             | nepostoupil             |
| Ludwing Ortiz         | Muži do 66 kg  | Pedro Dias 0001–0010 PROHRA | nepostoupil                       | nepostoupil                            | nepostoupil                   | nepostoupil | nepostoupil | nepostoupil                  | nepostoupil | nepostoupil             | nepostoupil             |
| Richard León          | Muži do 73 kg  | N/A                         | Serdžgavá 0000–0001 PROHRA        | nepostoupil                            | nepostoupil                   | nepostoupil | nepostoupil | nepostoupil                  | nepostoupil | nepostoupil             | nepostoupil             |
| José Gregorio Camacho | Muži do 90 kg  | N/A                         | Valentyn Hrekov 1000–0000 VÝHRA   | Eduardo Santos 0000–1000 PROHRA        | nepostoupil                   | nepostoupil | nepostoupil | nepostoupil                  | nepostoupil | nepostoupil             | nepostoupil             |
| Albenis Rosales       | Muži do 100 kg | N/A                         | Čang Song-ho 0001–0010 PROHRA     | nepostoupil                            | nepostoupil                   | nepostoupil | nepostoupil | nepostoupil                  | nepostoupil | nepostoupil             | nepostoupil             |

#### Ženy
V ženské části soutěže Venezuelu reprezentovaly dvě judistky, 28letá Ysis Barretová pro kterou byl start v Pekingu její první olympijskou účastí a 24letá Flor Velázquezová která startovala již na předchozích olympijských hrách. Barretová ke svému prvnímu olympijskému startu nastoupila 12. srpna 2008 ve váhové kategorii do 63 kg proti senegalské reprezentantce a zápas vyhrála. Druhou její soupeřkou byla Ajumi Tanimotová, která ji porazila a Barretovou poslala do druhého kola oprav. V nich porazila Kong Ča-jong a postoupila do třetího kola oprav kde nestačila na rakouskou judistku Heillovou.
Velázquezová v prvním kole v kategorii do 50 kg neuspěla proti severokorejské reprezentantce a musela zápasit v prvním kole oprav kde porazila Kubánku Yagnelis Mestre. V druhém kole oprav však nestačila na kazachstánskou reprezentantku a soutěž pro ni skončila.
| Sportovkyně       | Disciplína    | Předkolo | 1/32                        | 1/16                              | Čtvrtfinále  | Semifinále   | Opravy 1                        | Opravy 2                        | Opravy 3                          | Finále/Bronzová medaile | Finále/Bronzová medaile |
| Sportovkyně       | Disciplína    | Výsledek | Výsledek                    | Výsledek                          | Výsledek     | Výsledek     | Výsledek                        | Výsledek                        | Výsledek                          | Výsledek                | Výsledek                |
| ----------------- | ------------- | -------- | --------------------------- | --------------------------------- | ------------ | ------------ | ------------------------------- | ------------------------------- | --------------------------------- | ----------------------- | ----------------------- |
| Flor Velázquezová | Ženy do 52 kg | N/A      | An Kum-e 0001–1000 PROHRA   | nepostoupila                      | nepostoupila | nepostoupila | Yagnelis Mestre 0001–0000 VÝHRA | Šolpan Kalieva 0000–0010 PROHRA | nepostoupila                      | nepostoupila            | nepostoupila            |
| Ysis Barretová    | Ženy do 63 kg | N/A      | Cécile Hane 1012–0000 VÝHRA | Ajumi Tanimotová 0000–1000 PROHRA | nepostoupila | nepostoupila | Bye                             | Kong Ča-jong 1001–0100 VÝHRA    | Claudia Heillová 0001–0030 PROHRA | nepostoupila            | nepostoupila            |

### Kanoistika
V kanoistice Venezuelu v Pekingu reprezentovali tři sportovci pro které to byl první start na olympijských hrách. Zulmarys Sánchezová závodila v kategorii K1 a dvojice José Giovani Ramos a Gabriel Rodríguez v kategorii K2. Sánchezová nastoupila 19. srpna do svého závodu na 500 m ve třetí rozjížďce. Zajela čas 1:57,728, který stačil na sedmé místo a umožnil ji postup do semifinále. Semifinálový závod proběhl 21. srpna a Sánchezová zajela čas 2:02,764 který ji zařadil na poslední místo a postup do finále si tak nezajistila.
Dvojice Ramos a Rodríguez závodili v K2 jak v závodu na 500 m tak v závodu na 1000 m. První byla na programu rozjížďka závodu na 1000 m která se konala 18. srpna 2008. S časem 3:31,569 si zajistili postup do semifinále z posledního postupového místa. V semifinále svůj rozjížďkový čas sice vylepšili na 3:27,423 ale i tak skončili v semifinále poslední a do finále nepostoupili. V závodu na 500 m nastoupila dvojice do druhé rozjížďky 19. srpna 2008. I přes nejhorší čas ve své rozjížďce 1:34,220 jim postupový klíč umožnil účast v semifinále. V semifinále konaném 21. srpna 2008 se jim dříve zajetý čas vylepšit nepodařilo a s časem 1:37,285 opět skončili poslední.

#### Rychlostní kanoistika
| Sportovec                             | Disciplína       | Rozjížďka | Rozjížďka | Semifinále | Semifinále | Finále       | Finále       |
| Sportovec                             | Disciplína       | Čas       | Pořadí    | Čas        | Pořadí     | Čas          | Pořadí       |
| ------------------------------------- | ---------------- | --------- | --------- | ---------- | ---------- | ------------ | ------------ |
| José Giovanni Ramos/Gabriel Rodríguez | K2 500 m – muži  | 1:34,220  | 8. QS     | 1:37,285   | 9.         | nepostoupili | nepostoupili |
| José Giovanni Ramos/Gabriel Rodríguez | K2 1000 m – muži | 3:31,569  | 6. QS     | 3:27,423   | 7.         | nepostoupili | nepostoupili |
| Sportovkyně                           | Disciplína       | Rozjížďka | Rozjížďka | Semifinále | Semifinále | Finále       | Finále       |
| Sportovkyně                           | Disciplína       | Čas       | Pořadí    | Čas        | Pořadí     | Čas          | Pořadí       |
| Zulmarys Sánchezová                   | K1 500 m – ženy  | 1:57,728  | 7. QS     | 2:02,764   | 9.         | nepostoupila | nepostoupila |

### Lukostřelba
V lukostřelbě Venezuelu reprezentovala 24letá Leidys Brito, pro kterou byl start na hrách v Pekingu její olympijskou premiérou. První kolo závodu jednotlivkyň se konalo 9. srpna 2008. Brito dosáhla skóre 628 bodů které ji zařadilo na 36. místo. V prvním vyřazovacím kole se 12. srpna postavila Wu Chuej-žu, která se v úvodním kole umístila na 29. místě. Tuto lukostřelkyni dokázala porazit a postoupila do další fáze závodu. Ve stejný den se v druhém vyřazovacím kole postavila gruzínské reprezentantce Chutuně Naraminidze která se v úvodním kole umístila na 4. místě. V tomto kole byla úspěšnější Gruzínka a Brito do další fáze závodu nepostoupila. Celkově se tak umístila na 31. místě.
| Sportovkyně  | Disciplína               | První kolo | První kolo | 1/64                      | 1/32                              | 1/16         | Čtvrtfinále  | Semifinále   | Finále/Bronzová medaile | Pořadí |
| Sportovkyně  | Disciplína               | Skóre      | Nasazení   | Soupeř                    | Soupeř                            | Soupeř       | Soupeř       | Soupeř       | Soupeř                  | Pořadí |
| ------------ | ------------------------ | ---------- | ---------- | ------------------------- | --------------------------------- | ------------ | ------------ | ------------ | ----------------------- | ------ |
| Leidys Brito | Závod jednotlivců – ženy | 628        | 36.        | Wu Chuej-žu PROHRA 104–98 | Chatuna Narimanidze PROHRA 98–111 | nepostoupila | nepostoupila | nepostoupila | nepostoupila            | 31.    |

### Plavání
V plavání Venezuelu reprezentovalo třináct sportovců v osmnácti disciplínách. Pouze dva z nich postoupili do semifinále z něhož nikdo nepostoupil do finále. Z mužů byl nejlepší Erwin Maldonado, který se umístil na desátém místě ve venkovním závodu na 10 km. Z žen byla nejlepší Andreina Pinto, která v ženském závodu na 10 km skončila devátá.
| Sportovec          | Disciplína           | Rozplavba | Rozplavba | Semifinále   | Semifinále   | Finále       | Finále       |
| Sportovec          | Disciplína           | Čas       | Pořadí    | Čas          | Pořadí       | Čas          | Pořadí       |
| ------------------ | -------------------- | --------- | --------- | ------------ | ------------ | ------------ | ------------ |
| Crox Acuña         | 200 m volný způsob   | 1:50,52   | 42.       | nepostoupil  | nepostoupil  | nepostoupil  | nepostoupil  |
| Octavio Alesi      | 100 m motýlek        | 53,58     | 38.       | nepostoupil  | nepostoupil  | nepostoupil  | nepostoupil  |
| Leopoldo Andara    | 200 m prsa           | 2:17,77   | 50.       | nepostoupil  | nepostoupil  | nepostoupil  | nepostoupil  |
| Leopoldo Andara    | 200 m polohový závod | 2:05,71   | 43.       | nepostoupil  | nepostoupil  | nepostoupil  | nepostoupil  |
| Jonathan Camacho   | 50 m volný způsob    | 22,87     | 47.       | nepostoupil  | nepostoupil  | nepostoupil  | nepostoupil  |
| Erwin Maldonado    | maraton 10 km        | N/A       | N/A       | N/A          | N/A          | 1:52:13,6    | 10.          |
| Alexis Márquez     | 200 m motýlek        | 2:01,25   | 36.       | nepostoupil  | nepostoupil  | nepostoupil  | nepostoupil  |
| Ricardo Monasterio | 1500 m volný způsob  | 15:45,98  | 35.       | N/A          | N/A          | nepostoupil  | nepostoupil  |
| Albert Subirats    | 100 m volný způsob   | 48,97     | 21.       | nepostoupil  | nepostoupil  | nepostoupil  | nepostoupil  |
| Albert Subirats    | 100 m motýlek        | 51,71     | 8.        | 51,82        | 11.          | nepostoupil  | nepostoupil  |
| Daniele Tirabassi  | 400 m volný způsob   | 3:53,26   | 31.       | N/A          | N/A          | nepostoupil  | nepostoupil  |
| Sportovkyně        | Disciplína           | Rozplavba | Rozplavba | Semifinále   | Semifinále   | Finále       | Finále       |
| Sportovkyně        | Disciplína           | Čas       | Pořadí    | Čas          | Pořadí       | Čas          | Pořadí       |
| Andreina Pinto     | 800 m volný způsob   | 8:30,30   | 24.       | N/A          | N/A          | nepostoupila | nepostoupila |
| Andreina Pinto     | maraton 10 km        | N/A       | N/A       | N/A          | N/A          | 1:59:40,0    | 9.           |
| Yanel Pinto        | 400 m volný způsob   | 4:18,09   | 32.       | N/A          | N/A          | nepostoupila | nepostoupila |
| Arlene Semeco      | 50 m volný způsob    | 24,98     | 10.       | 25,05        | 15.          | nepostoupila | nepostoupila |
| Arlene Semeco      | 100 m volný způsob   | 55,70     | 30.       | nepostoupila | nepostoupila | nepostoupila | nepostoupila |
| Erin Volcán        | 100 m znak           | 1:03,90   | 42.       | nepostoupila | nepostoupila | nepostoupila | nepostoupila |
| Erin Volcán        | 200 m znak           | 2:15,58   | 32.       | nepostoupila | nepostoupila | nepostoupila | nepostoupila |

### Skoky do vody
Ve skocích do vody reprezentoval Venezuelu pouze Ramón Fumadó pro kterého byl start v Pekingu již třetí olympijskou účastí. Do závodu ve skocích do vody z třímetrového prkna nastoupil 18. srpna 2008. I přes vydařený druhý kvalifikační skok, po kterém se nacházel na postupovém 15. místě, svůj výkon neudržel a nakonec skončil na nepostupovém 21. místě.
| Sportovec    | Disciplína       | Základní část | Základní část | Semifinále  | Semifinále  | Finále      | Finále      |
| Sportovec    | Disciplína       | Body          | Pořadí        | Body        | Pořadí      | Body        | Pořadí      |
| ------------ | ---------------- | ------------- | ------------- | ----------- | ----------- | ----------- | ----------- |
| Ramón Fumadó | Prkno 3 m – muži | 419,05        | 21.           | nepostoupil | nepostoupil | nepostoupil | nepostoupil |

### Softball
Venezuelský ženský softballový tým se na olympijské hry kvalifikoval výhrou panamerického kvalifikačního turnaje ve Valencii ve Venezuele.

#### Soupiska
- Denisse Fuenmayor, Johana Gómez, Marianella Castellanos, Geraldine Puertas, Jineth Pimentel, Maules Rodríguez, Mileinis Graterol, Rubelina Rojas, Yaicel Sojo, Yurubi Alicart, Yusmari Pérez, Zuleima Cirimelle

#### Výsledky
| Tým              | V | P | Body |
| ---------------- | - | - | ---- |
| USA              | 7 | 0 | 14   |
| Japonsko         | 6 | 1 | 12   |
| Austrálie        | 5 | 2 | 10   |
| Kanada           | 3 | 4 | 6    |
| Čínská Tchaj-pej | 2 | 5 | 4    |
| Čína             | 2 | 5 | 4    |
| Venezuela        | 2 | 5 | 4    |
| Nizozemsko       | 1 | 6 | 2    |

### Sportovní gymnastika
Pro oba venezuelské gymnasty byl start na olympiádě v Pekingu jejich prvním startem pod olympijskými kruhy. 22letá Jessica Lópezová nastoupila 10. srpna 2008 do kvalifikace v ženském víceboji. Celkově získala 56,173 bodu a skončila na 43. místě a do finále nepostoupila. Ani její výkon na jednotlivém nářadí nebyl natolik dobrý, aby ji zajistil postup do finále na daném nářadí.
Kvalifikace mužské části soutěže proběhla 9. srpna 2008. José Luis Fuentes celkem získal 90,325 bodů a z 15. místa postoupil do finále. Navíc mu i známka z koně našíř 15,525 zajistila postup do finále na tomto nářadí. Ani v jednom finále se ale Fuentesovi nepodařilo zopakovat výkon z kvalifikace. Ve finále víceboje se ziskem 86,300 bodů skončil na 22. místě. Ve finále koně našíř získal za oba pokusy dohromady 14,650 bodu a skončil na posledním 8. místě.
| Sportovec         | Disciplína     | Kvalifikace | Kvalifikace | Kvalifikace | Kvalifikace | Kvalifikace | Kvalifikace | Kvalifikace | Kvalifikace | Finále       | Finále       | Finále       | Finále       | Finále       | Finále       | Finále       | Finále       |
| Sportovec         | Disciplína     | Nářadí      | Nářadí      | Nářadí      | Nářadí      | Nářadí      | Nářadí      | Celkem      | Pořadí      | Nářadí       | Nářadí       | Nářadí       | Nářadí       | Nářadí       | Nářadí       | Celkem       | Pořadí       |
| Sportovec         | Disciplína     | Prostná     | Kůň našíř   | Kruhy       | Přeskok     | Bradla      | Hrazda      | Celkem      | Pořadí      | Prostná      | Kůň našíř    | Kruhy        | Přeskok      | Bradla       | Hrazda       | Celkem       | Pořadí       |
| ----------------- | -------------- | ----------- | ----------- | ----------- | ----------- | ----------- | ----------- | ----------- | ----------- | ------------ | ------------ | ------------ | ------------ | ------------ | ------------ | ------------ | ------------ |
| José Luis Fuentes | Víceboj – muži | 14,150      | 15,525      | 14,850      | 15,675      | 15,375      | 14,750      | 90,325      | 15. Q       | 14,175       | 13,650       | 13,900       | 15,250       | 15,175       | 14,150       | 86,300       | 22.          |
| José Luis Fuentes | Kůň našíř      | N/A         | 15,525      | N/A         | N/A         | N/A         | N/A         | 15,525      | 2. Q        | N/A          | 14,650       | N/A          | N/A          | N/A          | N/A          | 14,650       | 8.           |
| Sportovec         | Disciplína     | Kvalifikace | Kvalifikace | Kvalifikace | Kvalifikace | Kvalifikace | Kvalifikace | Kvalifikace | Kvalifikace | Finále       | Finále       | Finále       | Finále       | Finále       | Finále       | Finále       | Finále       |
| Sportovec         | Disciplína     | Nářadí      | Nářadí      | Nářadí      | Nářadí      | Celkem      | Celkem      | Pořadí      | Pořadí      | Nářadí       | Nářadí       | Nářadí       | Nářadí       | Celkem       | Celkem       | Pořadí       | Pořadí       |
| Sportovec         | Disciplína     | Prostná     | Přeskok     | Bradla      | Kladina     | Celkem      | Celkem      | Pořadí      | Pořadí      | Prostná      | Přeskok      | Bradla       | Kladina      | Celkem       | Celkem       | Pořadí       | Pořadí       |
| Jessica Lópezová  | Víceboj – ženy | 13,450      | 13,800      | 14,375      | 14,050      | 56,173      | 56,173      | 43.         | 43.         | nepostoupila | nepostoupila | nepostoupila | nepostoupila | nepostoupila | nepostoupila | nepostoupila | nepostoupila |

### Stolní tenis
Jedinou zástupkyní Venezuely ve stolním tenise byla Fabiola Ramosová, která startovala již na svých čtvrtých olympijských hrách. V základní části porazila kanadskou reprezentantku čínského původu Judy Longovou a postoupila tak do prvního kola. V něm se utkala s reprezentantkou Severní Koreji Kim Jong, kterou porazit nedokázala a z turnaje vypadla na děleném 49. místě.
| Sportovkyně      | Disciplína     | Základní část          | Kolo 1              | Kolo 2       | Kolo 3       | Kolo 4       | Čtvrtfinále  | Semifinále   | Finále/Bronzová medaile | Finále/Bronzová medaile |
| Sportovkyně      | Disciplína     | Soupeř                 | Soupeř              | Soupeř       | Soupeř       | Soupeř       | Soupeř       | Soupeř       | Soupeř                  | Pořadí                  |
| ---------------- | -------------- | ---------------------- | ------------------- | ------------ | ------------ | ------------ | ------------ | ------------ | ----------------------- | ----------------------- |
| Fabiola Ramosová | Dvouhra – ženy | Judy Longová VÝHRA 4–1 | Kim Jong PROHRA 0-4 | nepostoupila | nepostoupila | nepostoupila | nepostoupila | nepostoupila | nepostoupila            | nepostoupila            |

### Střelba
Ve střeleckých soutěžích Venezuelu reprezentovala pouze debutantka Diliana Méndezová která startovala v závodu střelby vzduchovou puškou na 10 m a vzduchovou puškou ze třech pozic na 50 m. V první z jmenovaných soutěží skončila na 43. místě se ziskem 386 bodů. Ve druhé disciplíně skončila se ziskem 568 bodů na 39. místě.
| Sportovkyně       | Disciplína                       | Kvalifikace | Kvalifikace | Finále       | Finále       |
| Sportovkyně       | Disciplína                       | Body        | Pořadí      | Body         | Pořadí       |
| ----------------- | -------------------------------- | ----------- | ----------- | ------------ | ------------ |
| Diliana Méndezová | Vzduchová puška na 10 m          | 386         | 43.         | nepostoupila | nepostoupila |
| Diliana Méndezová | Vzduchová puška 3 pozice na 50 m | 568         | 39.         | nepostoupila | nepostoupila |

### Šerm

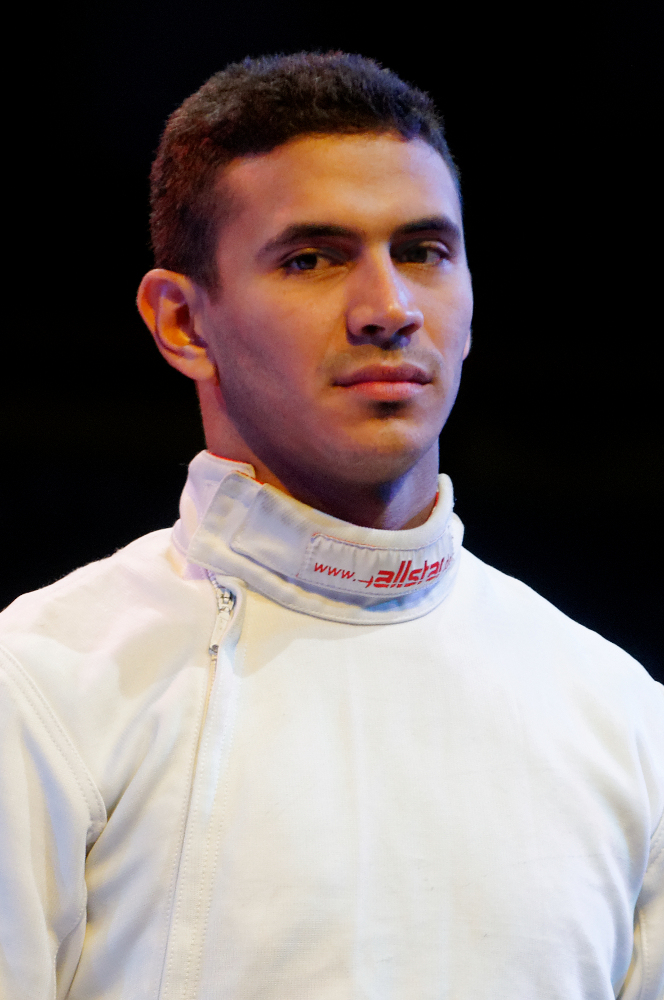
Rubén Limardo

#### Muži
V šermu Venezuelu reprezentovalo sedm sportovců, kteří však celkem zvládli vyhrát pouze dva zápasy a to i přes účast předního venezuelského šermíře Silvia Fernándeze, který zemi reprezentoval již na olympiádě v Athénách. Ten dokázal porazit svého prvního soupeře z Chile, ale v druhém kole podlehl maďarskému reprezentantovi Gáboru Boczkó. Lepšího umístění dosáhl Fernández v rámci týmové soutěže, kdy poté co ve čtvrtfinále nedokázali porazit tým Francie, porazili v zápase o umístění tým Jižní Koreje a v závěrečném souboji o 5. místo prohráli s maďarskou reprezentací, skončil spolu s Franciscem Limardem, Rubénem Limardem a Wolfgangem Mejíasem na celkovém šestém místě.
Rubén Limardo pro kterého byla účast v Pekingu jeho olympijskou premiérou podlehl v prvním souboji ukrajinskému reprezentantovi Dmytro Čumakovi. Wolfgang Mejías také prohrál svůj první olympijský souboj v kariéře kdy podlehl norskému reprezentantovi. A lépe si nevedl ani 35letý Carlos Bravo, který reprezentoval Venezuelu již na hrách v Atlantě v roce 1996, když v úvodním duelu nestačil na Poláka Marcina Koniusze.
| Sportovec          | Disciplína          | 1/64                           | 1/32                        | 1/16                     | Čtvrtfinále          | Semifinále/O umístění   | Finále/Bronzová medaile | Pořadí |
| Sportovec          | Disciplína          | Soupeř                         | Soupeř                      | Soupeř                   | Soupeř               | Soupeř                  | Soupeř                  | Pořadí |
| ------------------ | ------------------- | ------------------------------ | --------------------------- | ------------------------ | -------------------- | ----------------------- | ----------------------- | ------ |
| Silvio Fernández   | kord – jednotlivci  | Bye                            | Paris Inostroza VÝHRA 15–11 | Gábor Boczkó PROHRA 9–15 | nepostoupil          | nepostoupil             | nepostoupil             |        |
| Rubén Limardo      | kord – jednotlivci  | Bye                            | Dmytro Čumak PROHRA 13–15   | nepostoupil              | nepostoupil          | nepostoupil             | nepostoupil             |        |
| Wolfgang Mejías    | kord – jednotlivci  | Sturla Torkildsen PROHRA 11–12 | nepostoupil                 | nepostoupil              | nepostoupil          | nepostoupil             | nepostoupil             |        |
| Carlos Bravo       | šavle – jednotlivci | Marcin Koniusz PROHRA 10–15    | nepostoupil                 | nepostoupil              | nepostoupil          | nepostoupil             | nepostoupil             |        |
| Družstvo Venezuely | kord – družstvo     | N/A                            | N/A                         | Bye                      | Francie PROHRA 33–45 | Jižní Korea VÝHRA 45–38 | Maďarsko PROHRA 25–40   | 6.     |

#### Ženy
María Martínezová se ve svých 25 letech účastnila v Pekingu své první olympiády. 13. srpna 2008 nastoupila do duelu se švýcarskou kordistkou Sophie Lamonovou, které podlehla výsledkem 9–15. 28letá Mariana Gonzálezová v Pekingu startovala na svých druhých olympijských hrách. Ani ona neuspěla již v prvním duelu kdy výrazným rozdílem 2–15 podlehla maďarské reprezentantce. Ani třetí z venezuelských šermířek si nevedla lépe když v úvodním duelu podlehla Polce Bogně Jóźwiakové.
| Sportovkyně          | Disciplína           | 1/64   | 1/32                          | 1/16         | Čtvrtfinále  | Semifinále   | Finále/Bronzová medaile |
| Sportovkyně          | Disciplína           | Soupeř | Soupeř                        | Soupeř       | Soupeř       | Soupeř       | Soupeř                  |
| -------------------- | -------------------- | ------ | ----------------------------- | ------------ | ------------ | ------------ | ----------------------- |
| María Martínezová    | kord – jednotlivci   | N/A    | Sophie Lamonová PROHRA 9–15   | nepostoupila | nepostoupila | nepostoupila | nepostoupila            |
| Mariana Gonzálezová  | fleret – jednotlivci | Bye    | Gabriella Vargová PROHRA 2–15 | nepostoupila | nepostoupila | nepostoupila | nepostoupila            |
| Alejandra Benítezová | šavle – jednotlivci  | Bye    | Bogna Jóźwiaková PROHRA 11–15 | nepostoupila | nepostoupila | nepostoupila | nepostoupila            |

### Taekwondo
Svou první olympijskou medaili v taekwondu získala Venezuela na hrách v Athénách v roce 2004. Touto medailistkou byla Adriana Carmona, která svou bronzovou medaili obhajovala i na hrách v Pekingu, které byly její třetí olympijskou účastí. V prvním kole své váhové kategorie však podlehla čínské taekwondistce Čchen Čung a z turnaje vypadla. Úspěšněji si vedla druhá z venezuelských taekwondistek Dalia Contrerasová, která také nebyla na olympijských hrách nováčkem. Ta v úvodním kole porazila Němku Gülecovou a úspěšně si vedla i ve čtvrtfinále proti Američance Craigové. V semifinále po těsném boji podlehla thajské reprezentantce Buttree Puedpong. V zápasu o bronzovou medaili porazila keňskou sportovkyni Mildred Alango. Stala se tak jedinou venezuelskou medailistkou z olympijských her v Pekingu.
V mužské části soutěže zemi reprezentovali Carlos Vásquez a Juan Díaz pro něž byl start v Pekingu olympijskou premiérou. Do čtvrtfinále se podařilo postoupit pouze Vásquezovi, kde ale prohrál s britským taekwondistou Cookem.
| Sportovec          | Disciplína     | 1/16                                      | Čtvrtfinále                  | Semifinále                      | Opravy       | Bronzová medaile         | Finále       | Finále       |
| Sportovec          | Disciplína     | Soupeř                                    | Soupeř                       | Soupeř                          | Soupeř       | Soupeř                   | Soupeř       | Pořadí       |
| ------------------ | -------------- | ----------------------------------------- | ---------------------------- | ------------------------------- | ------------ | ------------------------ | ------------ | ------------ |
| Carlos Vásquez     | Muži do 80 kg  | Lionel Baguissi VÝHRA 5–0                 | Aaron Cook PROHRA 2–5        | nepostoupil                     | nepostoupil  | nepostoupil              | nepostoupil  | nepostoupil  |
| Juan Díaz          | Muži nad 80 kg | Abdelkader Zrouri PROHRA KO prohra na čas | nepostoupil                  | nepostoupil                     | nepostoupil  | nepostoupil              | nepostoupil  | nepostoupil  |
| Sportovkyně        | Disciplína     | 1/16                                      | Čtvrtfinále                  | Semifinále                      | Opravy       | Bronzová medaile         | Finále       | Finále       |
| Sportovkyně        | Disciplína     | Soupeř                                    | Soupeř                       | Soupeř                          | Soupeř       | Soupeř                   | Soupeř       | Pořadí       |
| Dalia Contrerasová | Ženy do 49 kg  | Sümeyye Gülecová VÝHRA 4–2                | Charlotte Craigová VÝHRA 3–2 | Buttree Puedpong PROHRA 2–2 SUP | Bye          | Mildred Alango VÝHRA 2–0 | nepostoupila | 3.           |
| Adriana Carmona    | Ženy nad 67 kg | Čchen Čung PROHRA 1–3                     | nepostoupila                 | nepostoupila                    | nepostoupila | nepostoupila             | nepostoupila | nepostoupila |

### Tenis
Milagros Sequera byla jedinou venezuelskou reprezentantkou v tenise. Do tenisového turnaje vstoupila 11. srpna 2008 kdy se postavila ukrajinské soupeřce Aljoně Bondarenkové. Zápas však nedokončila a z turnaje vypadla.
| Sportovkyně      | Disciplína     | 1/64                                | 1/32         | 1/16         | Čtvrtfinále  | Semifinále   | Finále/Bronzová medaile | Finále/Bronzová medaile |
| Sportovkyně      | Disciplína     | Soupeř                              | Soupeř       | Soupeř       | Soupeř       | Soupeř       | Soupeř                  | Pořadí                  |
| ---------------- | -------------- | ----------------------------------- | ------------ | ------------ | ------------ | ------------ | ----------------------- | ----------------------- |
| Milagros Sequera | dvouhra – ženy | Aljona Bondarenková PROHRA 3–6, 0–1 | nepostoupila | nepostoupila | nepostoupila | nepostoupila | nepostoupila            | nepostoupila            |

### Veslování
Ve veslování zemi reprezentoval pouze olympijský debutant Dhison Hernández, který startoval v závodu v mužském skifu. V rozjížďce zajel 5. nejlepší čas a postoupil do semifinále F ve kterým zajel lepší čas a postoupil z prvního místa do nemedailového finále E. Toto finále s nejlepším časem 7:05,12 vyhrál a obsadil tak celkově 24. místo.
| Sportovec        | Disciplína  | Rozjížďka | Rozjížďka | Čtvrtfinále | Čtvrtfinále | Semifinále | Semifinále | Finále  | Finále | Pořadí |
| Sportovec        | Disciplína  | Čas       | Pořadí    | Čas         | Pořadí      | Čas        | Pořadí     | Čas     | Pořadí | Pořadí |
| ---------------- | ----------- | --------- | --------- | ----------- | ----------- | ---------- | ---------- | ------- | ------ | ------ |
| Dhison Hernández | mužský skif | 7:54,52   | 5. SE/F   | Bye         | Bye         | 7:18,85    | 1. FE      | 7:05,12 | 1.     | 24.    |

### Volejbal
Mužský i ženský volejbalový tým vyhrál jihoamerickou kvalifikaci. Na olympijských hrách tak moc už úspěšní nebyli. Na olympiádě se jim podařilo z deseti zápasů vyhrát jediný kdy mužský tým vyhrál zápas nad Japonskem. Další dva zápasy prohráli až po pětisetové bitvě. Ženskému týmu se nepodařilo vyhrát žádný zápas naopak za celý turnaj vyhrály pouze jeden set a skončily poslední.

#### Muži
| Tým       | Body | Zápasy | Zápasy | Sety | Sety | Body | Body |
| Tým       | Body | V      | P      | V    | P    | V    | P    |
| --------- | ---- | ------ | ------ | ---- | ---- | ---- | ---- |
| USA       | 10   | 5      | 0      | 15   | 4    | 460  | 371  |
| Itálie    | 8    | 4      | 1      | 13   | 6    | 439  | 401  |
| Bulharsko | 6    | 3      | 2      | 10   | 9    | 446  | 440  |
| Čína      | 4    | 2      | 43     | 9    | 13   | 445  | 492  |
| Venezuela | 2    | 1      | 4      | 8    | 12   | 421  | 451  |
| Japonsko  | 0    | 0      | 5      | 4    | 15   | 392  | 448  |

#### Ženy
| Tým       | Body | Zápasy | Zápasy | Sety | Sety | Body | Body |
| Tým       | Body | V      | P      | V    | P    | V    | P    |
| --------- | ---- | ------ | ------ | ---- | ---- | ---- | ---- |
| Kuba      | 10   | 5      | 0      | 15   | 3    | 426  | 371  |
| USA       | 8    | 4      | 1      | 12   | 9    | 459  | 441  |
| Čína      | 6    | 3      | 2      | 13   | 7    | 467  | 395  |
| Japonsko  | 4    | 2      | 3      | 7    | 11   | 381  | 389  |
| Polsko    | 2    | 1      | 4      | 9    | 12   | 441  | 445  |
| Venezuela | 0    | 0      | 5      | 1    | 15   | 262  | 395  |

### Vzpírání
Ve vzpírání Venezuelu reprezentovalo sedm sportovců a sportovkyň. Nejlépe se umístila Judith Chancónová, která v kategorii do 53 kg skončila na 9. místo, které však v její soutěžní kategorii znamenalo místo poslední. Z mužů se nejlépe umístil Israel José Rubio, který ve váhové kategorii do 69 kg skončil na 13. místě. Tři ze vzpěračů svůj olympijských závod nedokončili.
| Sportovec            | Disciplína    | Trh      | Trh    | Nadhoz   | Nadhoz | Dohromady | Pořadí |
| Sportovec            | Disciplína    | Výsledek | Pořadí | Výsledek | Pořadí | Dohromady | Pořadí |
| -------------------- | ------------- | -------- | ------ | -------- | ------ | --------- | ------ |
| Israel José Rubio    | Muži do 69 kg | 139      | 10.    | 167      | 12.    | 306       | 13.    |
| José Ocando          | Muži do 77 kg | 140      | 19.    | 182      | 15.    | 322       | 17.    |
| Octavio Mejías       | Muži do 77 kg | 140      | 13.    | 185      | DNF    | 1         | DNF    |
| Herbys Márquez       | Muži do 85 kg | 152      | DNF    | —        | —      | —         | DNF    |
| Sportovkyně          | Disciplína    | Trh      | Trh    | Nadhoz   | Nadhoz | Dohromady | Pořadí |
| Sportovkyně          | Disciplína    | Výsledek | Pořadí | Výsledek | Pořadí | Dohromady | Pořadí |
| Judith Chacónová     | Ženy do 53 kg | 80       | 9.     | 101      | 9.     | 181       | 9.     |
| Solenny Villasmilová | Ženy do 63 kg | 90       | 12.    | 115      | 13.    | 205       | 13.    |
| Iriner Jiménezová    | Ženy do 69 kg | 90       | 8.     | 120      | DNF    | 90        | DNF    |

### Zápas
V zápasu Venezuelu reprezentovali tři sportovci. 
| Sportovec          | Disciplína                 | Kvalifikace                        | 1/16                           | Čtvrtfinále  | Semifinále   | Oprava 1     | Oprava 2                     | Finále/Bronzová medaile | Pořadí                  |
| Sportovec          | Disciplína                 | Soupeř                             | Soupeř                         | Soupeř       | Soupeř       | Soupeř       | Soupeř                       | Soupeř                  | Pořadí                  |
| ------------------ | -------------------------- | ---------------------------------- | ------------------------------ | ------------ | ------------ | ------------ | ---------------------------- | ----------------------- | ----------------------- |
| Luis Vivenes       | Volný styl – muži do 96 kg | Bye                                | Tajmuraz Tydžyty PROHRA 0–3 PO | nepostoupil  | nepostoupil  | Bye          | Michel Batista PROHRA 1–3 PP | nepostoupil             | 15.                     |
| Sportovkyně        | Disciplína                 | Kvalifikace                        | 1/16                           | Čtvrtfinále  | Semifinále   | Oprava 1     | Oprava 2                     | Finále/Bronzová medaile | Finále/Bronzová medaile |
| Sportovkyně        | Disciplína                 | Soupeř                             | Soupeř                         | Soupeř       | Soupeř       | Soupeř       | Soupeř                       | Soupeř                  | Pořadí                  |
| Mayelis Caripá     | Volný styl ženy do 48 kg   | Vanessa Boubryemmová PROHRA 0–3 PO | nepostoupila                   | nepostoupila | nepostoupila | nepostoupila | nepostoupila                 | nepostoupila            | 14.                     |
| Marcia Andradesová | Volný styl ženy do 55 kg   | N/A                                | Ludmila Cristea PROHRA 1–3 PP  | nepostoupila | nepostoupila | nepostoupila | nepostoupila                 | nepostoupila            | 11.                     |